# Filles de Kilimanjaro
Filles de Kilimanjaro è un album di Miles Davis pubblicato nel 1969.
Le registrazioni, avvenute nel giugno e nel settembre del 1968, segnano il passaggio definitivo di Davis al periodo "elettrico". Nella sessione di settembre Chick Corea e Dave Holland prendono il posto di Herbie Hancock e Ron Carter. L'album, prodotto da Teo Macero, può essere interpretato come un lavoro di transizione tra le registrazioni in gran parte acustiche del secondo quintetto jazz di Davis, e il suo successivo periodo influenzato dal rock (vedasi per esempio Bitches Brew).

## Tracce
Musiche di Miles Davis.
Lato A
1. Frelon Brun (Brown Hornet) – 5:39
2. Tout de Suite – 14:05
3. Petits Machins (Little Stuff) – 8:05

Durata totale: 27:49
Lato B
1. Filles de Kilimanjaro (Girls of Klimanjaro) – 12:01
2. Mademoiselle Mabry (Miss Mabry) – 16:34

Durata totale: 28:35

## Formazione
- Miles Davis - tromba
- Wayne Shorter - sax tenore
- Herbie Hancock - pianoforte elettrico (Tracce 2 - 4 & 6)
- Chick Corea - pianoforte elettrico (Tracce 1 & 5)
- Ron Carter - basso elettrico (Tracce 2 - 4 & 6)
- Dave Holland - contrabbasso (Tracce 1 & 5)
- Tony Williams - batteria